# Zeltnera pusilla
Zeltnera pusilla là một loài thực vật có hoa trong họ Long đởm. Loài này được (Eastw.) G. Mans. mô tả khoa học đầu tiên năm 2004.